# Hancock's Bridge
Hancock's Bridge es un lugar designado por el censo ubicado en el condado de Salem en el estado estadounidense de Nueva Jersey. En el año 2010 tenía una población de 254 habitantes.

## Geografía
Hancock's Bridge se encuentra ubicado en las coordenadas 39°30′19″N 75°27′43″O / 39.50528, -75.46194.